# 夫人宫 (都灵)

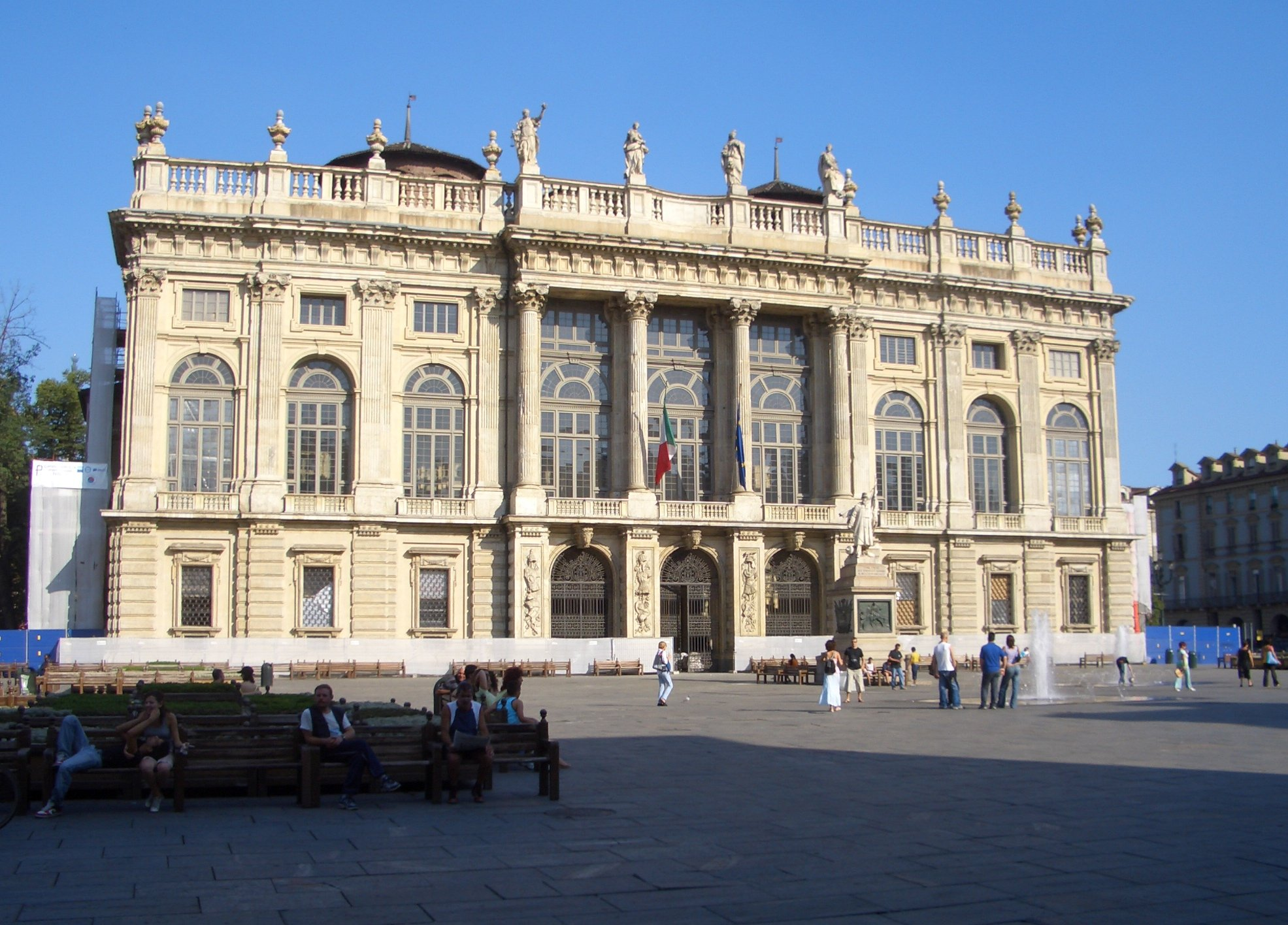
立面

夫人宫（Palazzo Madama e Casaforte degli Acaja）是意大利北部城市都灵的一座宫殿。
公元前1世纪，此处为古罗马的城门。14世纪初，萨伏依王朝在此修建城堡，15世纪重修，今日夫人宫后部仍保持15世纪城堡原貌。